# دبلن (جورجيا)
دبلن (بالإنجليزية: Dublin, Georgia)‏ هي مدينة تقع في مقاطعة لورنز، جورجيا بولاية جورجيا في الولايات المتحدة. تبلغ مساحة هذه المدينة 34.4 (كم²)، وترتفع عن سطح البحر 67 م، بلغ عدد سكانها 16201 نسمة في عام 2010 حسب إحصاء مكتب تعداد الولايات المتحدة.

## أعلام
- إريك والدن
- جيمس بيلي
- جيرمين هول
- جمال أشلي
- ويليام واشنطن لارسن
- فيلي جونز

## وصلات خارجية
- http://www.cityofdublin.org/
- Cities & Counties - Georgia.gov